# Socio
Il termine socio, in diritto, indica quel soggetto (persona fisica o ente) che faccia parte di una società.
Ai sensi della legge italiana indica gli appartenenti ad una società semplice, agricola, di professionisti (chiamata anche associazione professionale) o commerciale (società in nome collettivo, società in accomandita semplice, società a responsabilità limitata (con unico socio o con più soci), società per azioni, società cooperativa, società mutua assicuratrice) ovvero anche di una società di mutuo soccorso (figura creata nel XIX secolo, ma mai formalmente abolita) o una cooperativa di consumatori (in questo caso: socio-consumatore).
In senso più lato a volte si denomina come socio anche chi fa parte di un'associazione (il termine giuridico corretto è però in questo caso associato).